# Brandon (Iowa)
Brandon – miasto w Stanach Zjednoczonych, w stanie Iowa, siedziba hrabstwie Buchanan.

## Demografia
W 2000 liczyło 311 mieszkańców. W 2023 liczba mieszkańców wzrosła do 333 osób, a gęstość zaludnienia przekroczyła 416 osób/km².